# National Park Service
Le National Park Service (NPS), littéralement en français : Service des parcs nationaux, est une agence dépendant du gouvernement fédéral des États-Unis, chargée de gérer les parcs nationaux, les monuments nationaux et quelques autres propriétés historiques et zones protégées du domaine fédéral. La création de l'agence remonte au 25 août 1916 par une loi du Congrès américain dans le but de « conservation et de protection des paysages, des sites naturels et historiques, de la faune, de la flore afin de les transmettre intacts aux générations futures afin qu'elles puissent elles aussi les admirer comme nous l'avons fait en notre temps. ».
Aujourd'hui, le NPS emploie plus de 20 000 salariés aux États-Unis et 315 000 bénévoles. Tous les parcs et aires protégées du NPS sur l'ensemble du territoire ont accueilli 318 000 000 de visiteurs en 2018. Ils couvrent une superficie totale de 344 000 km2) soit environ 3,5 % du territoire américain. Le Wrangell-St. Elias National Park and Preserve, en Alaska couvre quelque 53 418 km2 soit une superficie plus grande que celle des Pays-Bas.
Une police des parcs (United States Park Police) est créée pour la surveillance des sites — principalement des monuments nationaux sous gestion du NPS — à New York, Washington et San Francisco, alors que la majorité des parcs nationaux sont sous protection de gardes forestiers dits rangers.

## Histoire

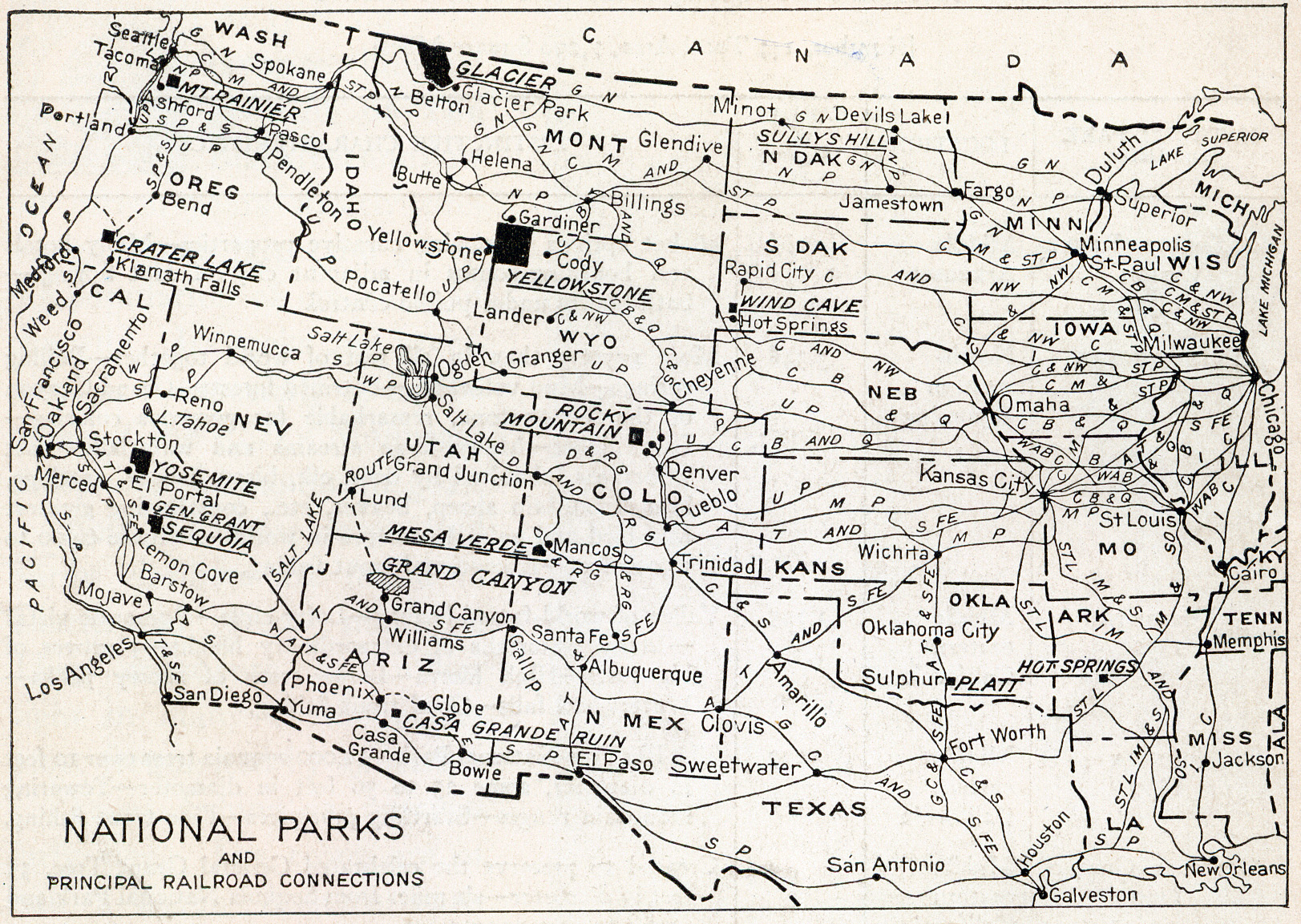
En 1916, un porte-document des neuf parcs les plus importants a été publié pour susciter de l'intérêt. Imprimée sur chaque brochure, une carte des États-Unis montre les parcs et principales connexions ferroviaires.

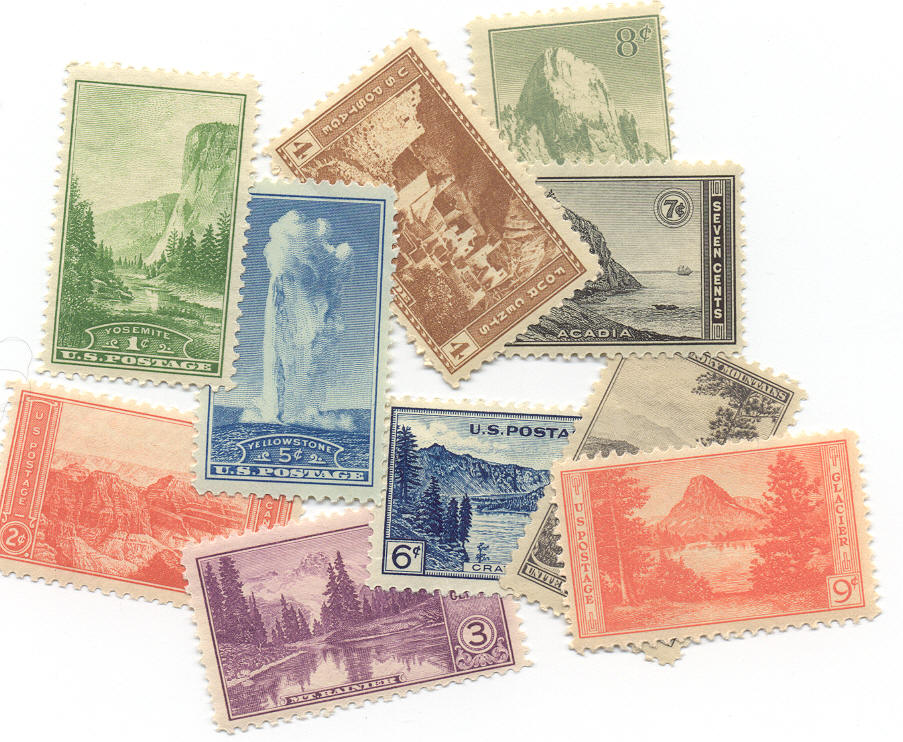
En 1934, une série de dix timbres postaux a été créée pour commémorer la réorganisation et l'expansion du National Park Service.

Les parcs et monuments nationaux aux États-Unis étaient à l'origine gérés individuellement sous les auspices du ministère de l'Intérieur. Le mouvement d'un organisme indépendant chargé de superviser ces terres fédérales a été mené par le magnat des affaires et écologiste Stephen Tyng Mather, ainsi que J. Horace McFarland. Avec l'aide du journaliste Robert Sterling Yard, Mather a mené une campagne de publicité pour le département de l'Intérieur. Ils ont écrit de nombreux articles qui faisaient l'éloge des qualités paysagères des parcs et leurs avantages en termes de pédagogies et de loisirs. Cette campagne a permis la création du National Park Service. Le 25 août 1916, le président des États-Unis, Woodrow Wilson signa une déclaration qui mandatait l'agence dans le but de « conservation et de protection des paysages, des sites naturels et historiques, de la faune, de la flore afin de les transmettre intacts aux générations futures afin qu'elles puissent elles aussi les admirer comme nous l'avons fait en notre temps. » Mather devint le premier directeur de la toute nouvelle identité du NPS.
Le 3 mars 1933, le président des États-Unis Herbert Hoover signa le Reorganization Act. La loi permettait au président d'organiser le bureau exécutif du gouvernement des États-Unis. Auparavant ce n'était pas le cas jusqu'à l'été précédent quand le nouveau président, Franklin D. Roosevelt, utilisa ce pouvoir. Le sous-directeur Horace M. Albright a suggéré au président Roosevelt que les sites historiques de la guerre de Sécession devrait être plutôt gérés par le National Park Service, que par le département de la Guerre.  Le président Roosevelt valida cette proposition par l'émission de deux décrets présidentiels. Ces deux décrets transférèrent au National Park Service non seulement tous les sites historiques de la guerre de Sécession, mais aussi les monuments nationaux gérés par le département de l’Agriculture et les parcs situés dans et autour de la capitale, qui ont été gérés par un bureau indépendant.
En 1951, Conrad Wirth devint le directeur du National Park Service et travailla à l'amélioration des équipements des parcs afin de répondre aux attentes du public. La demande pour la création de parcs après la fin de la Seconde Guerre mondiale a laissé les parcs se surcharger avec des demandes qui ne pouvaient être satisfaites. En 1952, avec l'appui du président Dwight D. Eisenhower, celui-ci mit en place la Mission 66, un programme sur dix ans afin d'améliorer et d'étendre l'équipement des parcs pour le cinquantième anniversaire du National Park Service. De nouveaux parcs ont été créés afin de préserver les ressources uniques et les équipements des parcs déjà existants ont été améliorés.
En 1966 se déroula la célébration des cinquante ans du National Park Service, et l'accent fut mis notamment sur la sauvegarde des paysages exceptionnels et des caractéristiques naturelles uniques afin de rendre les parcs accessibles au public. Le directeur George Hartzog développa le processus avec la création du United States National Lakeshore ainsi que du National Recreation Areas. À la fin du XIXe siècle, de nombreux National Heritage Areas se sont étalés à travers le pays, préservant les parcs locaux pour la population locale.

## Directeurs
|       | Nom                    | Période           | Période          |
| Début | Nom                    | Fin               |                  |
| ----- | ---------------------- | ----------------- | ---------------- |
| 1     | Stephen Tyng Mather    | 16 mai 1917       | 8 janvier 1929   |
| 2     | Horace Marden Albright | 12 janvier 1929   | 9 août 1933      |
| 3     | Arno Berthold Cammerer | 10 août 1933      | 9 août 1940      |
| 4     | Newton B. Drury        | 20 août 1940      | 31 mars 1951     |
| 5     | Arthur E. Demaray      | 1er avril 1951    | 8 décembre 1951  |
| 6     | Conrad L. Wirth        | 9 décembre 1951   | 7 janvier 1964   |
| 7     | George B. Hartzog, Jr. | 9 janvier 1964    | 31 décembre 1972 |
| 8     | Ronald H. Walker       | 7 janvier 1973    | 3 janvier 1975   |
| 9     | Gary Everhardt         | 13 janvier 1975   | 27 mai 1977      |
| 10    | William J. Whalen      | 5 juillet 1977    | 13 mai 1980      |
| 11    | Russell E. Dickenson   | 15 mai 1980       | 3 mars 1985      |
| 12    | William Penn Mott, Jr. | 17 mai 1985       | 16 avril 1989    |
| 13    | James M. Ridenour      | 17 avril 1989     | 20 janvier 1993  |
| 14    | Roger G. Kennedy       | 1er juin 1993     | 29 mars 1997     |
| 15    | Robert Stanton         | 4 août 1997       | janvier 2001     |
| 16    | Fran P. Mainella       | 18 juillet 2001   | 15 octobre 2006  |
| 17    | Mary A. Bomar          | 17 octobre 2006   | 20 janvier 2009  |
| 18    | Jonathan Jarvis        | 24 septembre 2009 | 3 janvier 2017   |

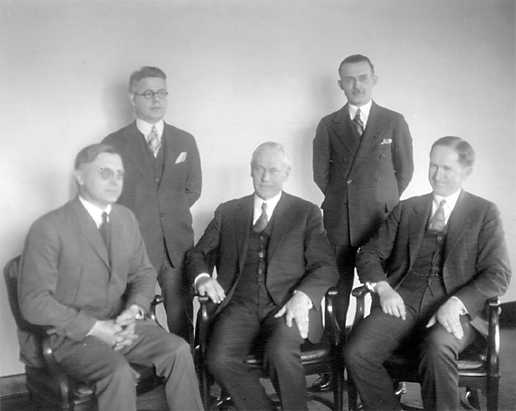
Stephen Mather (au centre) et son équipe, en 1927 ou 1928

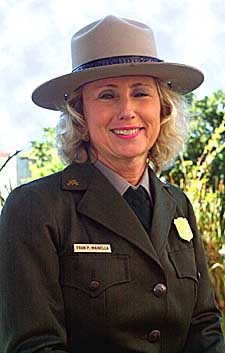
Fran P. Mainella, première femme à occuper le poste de directrice

Depuis 2017, le poste de directeur ainsi que nombreux autres postes au sein du National Park Service sont remplis par des responsables par intérim.

## Sites gérés

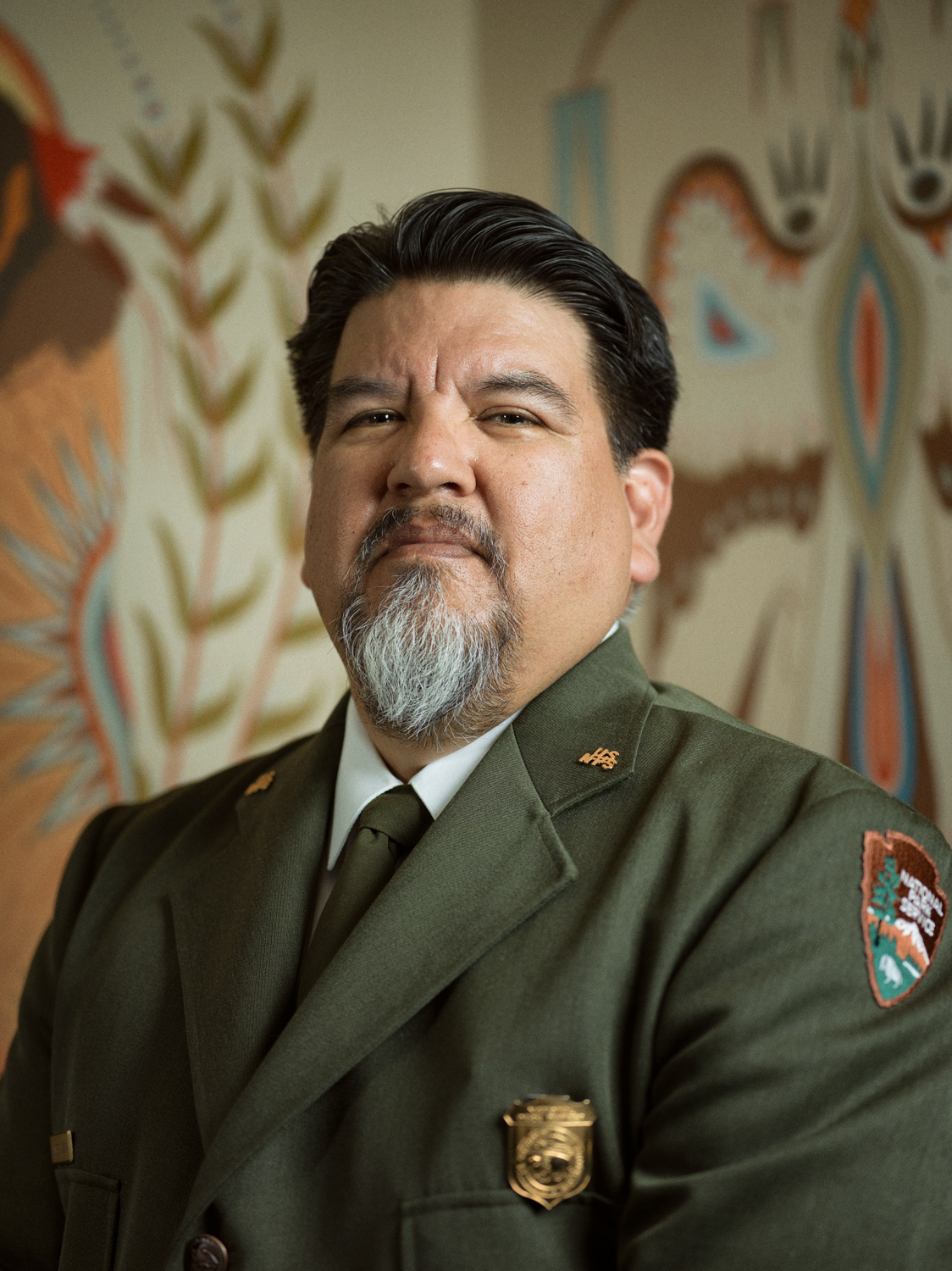
Charles Sams, le directeur actuel

Le NPS administre 391 sites qui constituent le National Park System :
- 59 parcs nationaux
- 74 monuments nationaux
- 20 National Preserves and Reserves, des zones de préservation (moins restrictives que les parcs nationaux mais souvent couplées à ces derniers)
- 46 parcs nationaux historiques (National Historical Parks)
- des sites historiques (National Historic Sites)
- 24 champs de bataille constitués en parcs (National Battlefield Parks)
- des parcs militaires (National Military Parks)
- des champs de bataille (National Battlefields)
- des mémoriaux (National Memorials)
- 18 zones récréatives (National Recreation Areas)
- 10 littoraux (National Seashores)
- 4 lacs (National Lakeshores)
- 15 cours d'eau (National Rivers)
- des réserves (National Reserves)
- des routes situées dans les parcs (Parkways)
- des National Historic and Scenic Trails
- des cimetières nationaux (National Cemeteries)
- des National Heritage Areas
- de quelques autres domaines ou monuments.

## National Park System

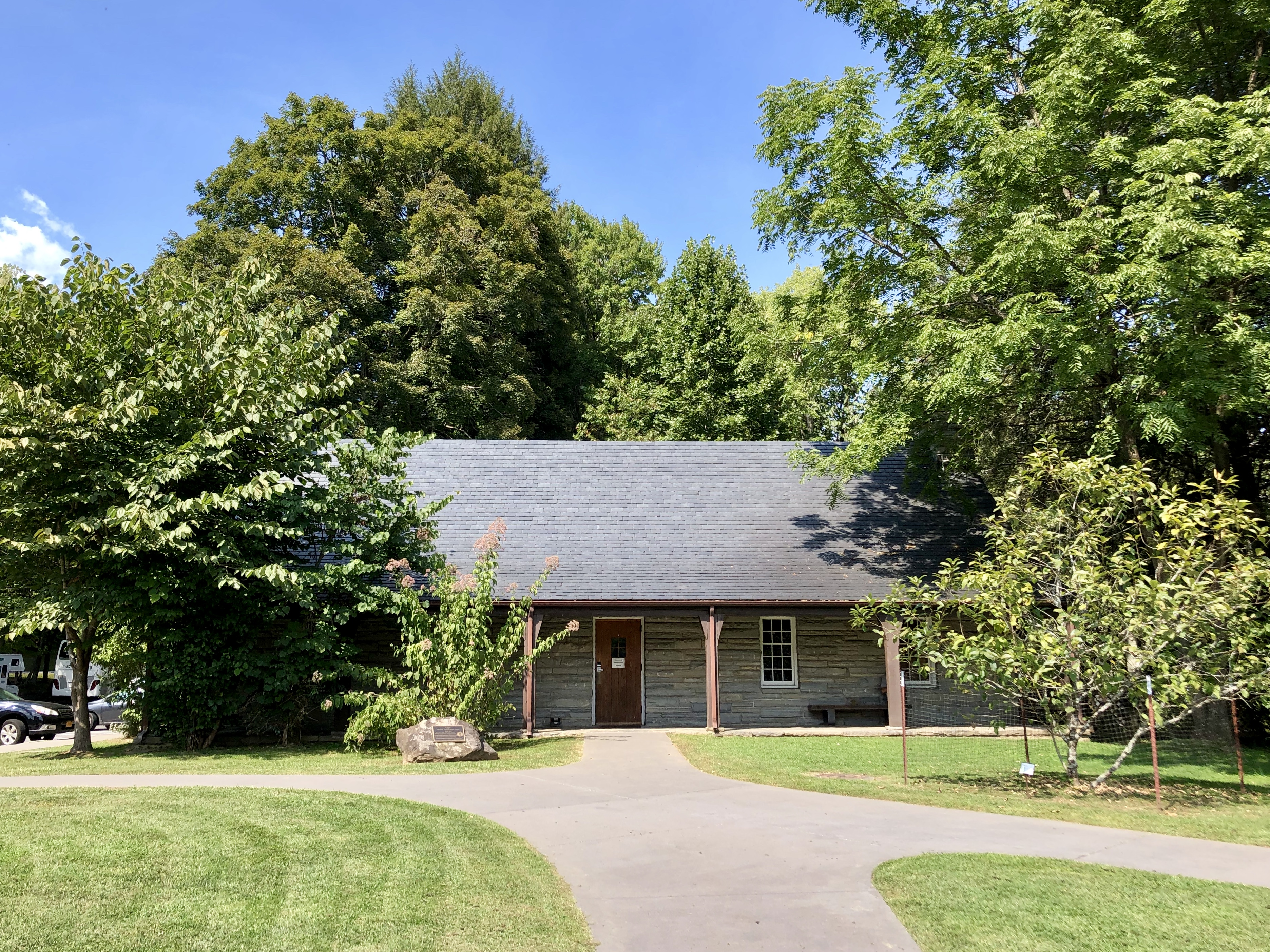
L'Oconaluftee Ranger Station, ancienne station de rangers en Caroline du Nord, est gérée par le NPS.

Le National Park System est un terme pour désigner l'ensemble des sites gérés par le NPS.
Aujourd'hui, le NPS emploie plus de 20 000 salariés aux États-Unis et 315 000 bénévoles. Tous les parcs et aires protégées du NPS sur l'ensemble du territoire ont accueilli 318 000 000 de visiteurs en 2018. Ils couvrent une superficie totale de 34,4 millions d’hectares (344 000 km²) soit environ 3,5 % du territoire américain. 17 000 km² sont sous le régime de la propriété privée[réf. nécessaire]. Le Wrangell-St. Elias National Park and Preserve, en Alaska couvre quelque 53 418 km² soit une superficie plus grande que celle des Pays-Bas. Le plus petit domaine géré est quant à lui le mémorial national en l'hommage de Tadeusz Kościuszko, occupant 80 m2.
En dehors de ces sites répertoriés dans le National Park System et administrés par le NPS, il existe des sites affiliés et désignés par le Congrès. Le NPS y agit comme un tuteur et fournit une assistance technique et financière. Le New Jersey Pinelands National Reserve (4 711 km2) est la plus grande de ces unités, le mémorial national à Benjamin Franklin, une statue de 20 pieds de haut, la plus petite.

### Patrimoine du National Parks
| Type                            | Quantité            |
| ------------------------------- | ------------------- |
| Terres                          | 34 000 000 hectares |
| Océans, lacs, réservoirs        | 1,822,155 hectares  |
| Ruisseau et rivières            | 136 873 kilomètres  |
| Sites archéologiques            | 68 561              |
| Bâtiments historiques           | 27 000              |
| Bâtiments                       | 21 000              |
| Objets de collections en musées | 121,603,193         |
| Chemins, pistes                 | 19 710 kilomètres   |
| Routes                          | 13 700 kilomètres   |

## Appellations spéciales
Les espaces naturels sont couverts par le National Wilderness Preservation System, qui protège les terres gérées par le gouvernement fédéral qui sont dans un parfait état et créée en 1964 par la Wilderness Act (« Loi sur la protection de la nature »). Le National Wilderness Preservation System créa à l'origine des centaines de zones de nature sauvage au sein de la propriété déjà protégée sous administration fédérale, composée de plus de 36 000 km2.
Les aires marines protégées aux États-Unis ont commencé à exister par l’ordre exécutif 13158 en mai 2000 lorsque celles-ci ont été établies officiellement pour la première fois. La première liste a été présentée en 2010, constituée de zones déjà mises de côté en vertu d'autres lois. Le National Park Service a 19 unités de parc désignées en tant qu'aires marines protégées :
| - Buck Island Reef National Monument - Cabrillo National Monument - Canaveral National Seashore - Cape Cod National Seashore - Cape Hatteras National Seashore - Cape Lookout National Seashore - Fire Island National Seashore - Gateway National Recreation Area - Golden Gate National Recreation Area - Parc national des Indiana Dunes | - Parc historique national et réserve Jean Lafitte - Kalaupapa National Historical Park - Kaloko-Honokahau National Historical Park - Parc national des Samoa américaines - Parc national Olympique - Pictured Rocks National Lakeshore - Salt River Bay National Historical Park and Ecological Preserve - San Juan Islands National Historical Park - Sleeping Bear Dunes National Lakeshore |  |

## Nomenclature
Le National Park Service utilise plus de 20 titres différents pour les unités du parc qu'il gère, y compris les parcs nationaux et monuments nationaux.
| Classification à compter de 2003                | Nombre | Superficie    | Visiteurs      |
| ----------------------------------------------- | ------ | ------------- | -------------- |
| Parc militaire, champ de bataille national      | 24     | 71 502.49     | 8 360 261      |
| Parc, site historique national et international | 123    | 228 260.60    | 34 407 217     |
| Rivage national                                 | 4      | 228 995.14    | 3 728 821      |
| Mémorial national                               | 28     | 10 588 45     | 30 559 258     |
| Monument national                               | 74     | 2 027 864.58  | 22 646,428     |
| Parc national                                   | 58     | 52 095 045.71 | 62 950 968     |
| Route panoramique national                      | 4      | 177 339.69    | 29 948 911     |
| Réserve national                                | 20     | 24 191 311.63 | 2 956 325      |
| Zone récréative national                        | 18     | 3 700 277.20  | 50 645 414     |
| Rivières protégée                               | 15     | 746 262.99    | 5 999 161      |
| Chemin de randonnée national                    | 3      | 239 659.27    | Non disponible |
| Côte national                                   | 10     | 595 013.55    | 17 920 507     |
| Autres désignations                             | 11     | 36 826.96     | 11 156 670     |
| Total                                           | 392    | 84 331 948.26 | 320 309 151    |

## Institutions et réglementation

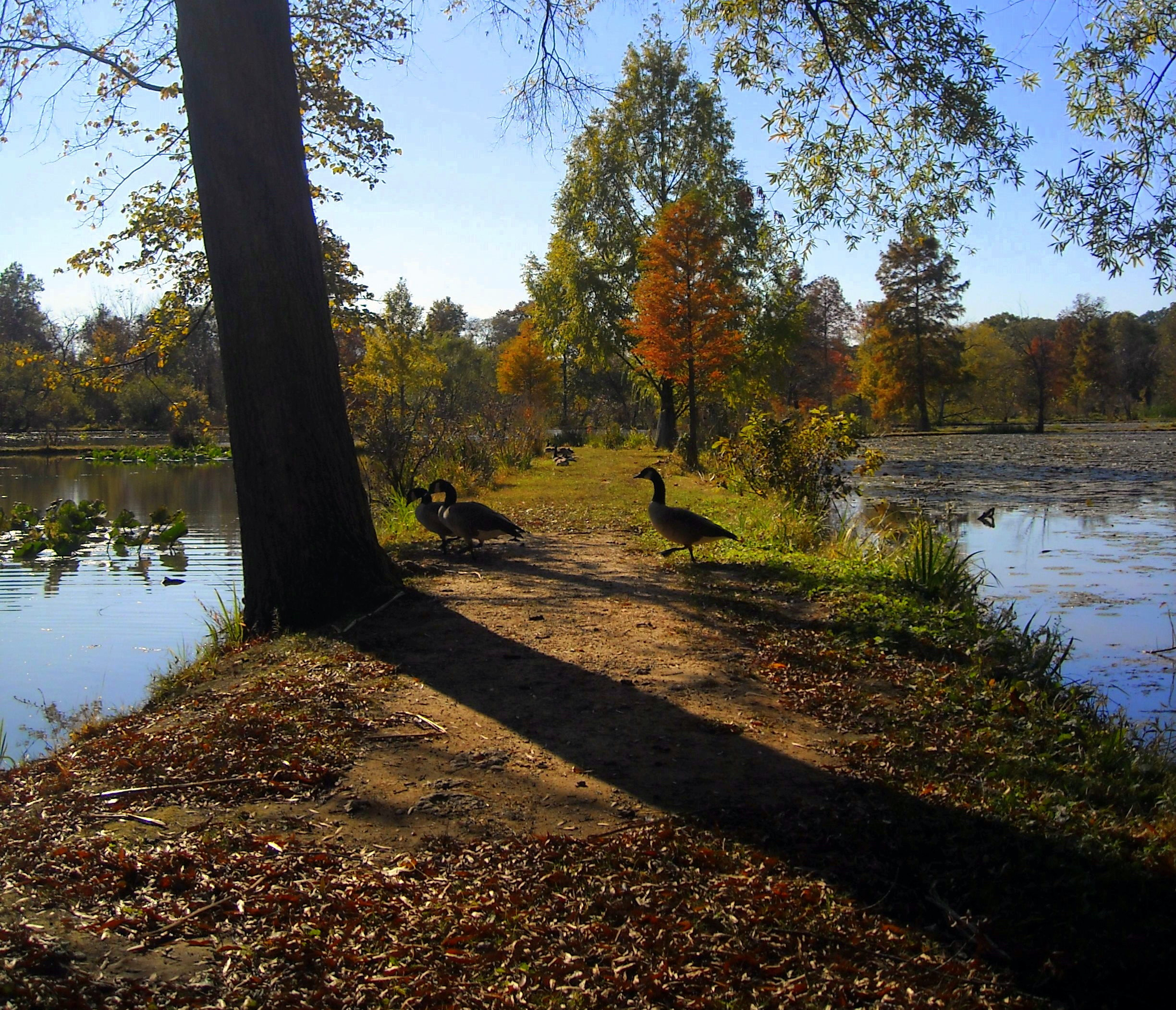
Des oies traversant un chemin d'accès à Kenilworth Park and Aquatic Gardens.

Les parcs nationaux américains dépendent du secrétariat d’État à l’intérieur (U.S. Department of the Interior). Ils sont gérés par le service des parcs nationaux (National Park Service) qui s'occupe aussi des monuments nationaux (national monuments), des sites historiques (national historic sites et historical parks) et des mémoriaux comme le mont Rushmore. Ce service dispose de sa propre force de police. L'accès aux parcs naturels est en général payant, mais il est possible d'acheter un abonnement annuel (National Park Pass). En 2008, celui-ci coûte 80 $[réf. souhaitée].
Les fonctionnaires entretenant les parcs et accueillant les visiteurs sont nommés rangers, et sont célèbres pour le chapeau qu'ils portent en extérieur.
D'autres administrations fédérales gèrent des zones naturelles sous des degrés variés de protection. Le Service des forêts des États-Unis (littéralement de l'anglais, service national des forêts), le United States Fish and Wildlife Service (littéralement service national de la pêche et de la faune) et le Bureau of Land Management (littéralement service national de gestion des terres occidentales) ont également des espaces naturels ouverts au public. Il est possible d'étendre l'abonnement annuel aux parcs nationaux aux zones gérées par la plupart des autres administrations fédérales par l'ajout du golden eagle, valant 15 $ en 2005.
De nombreux États fédérés ont par ailleurs des parcs naturels d'État.

## Menaces actuelles
L'anthropisation et la croissance urbaine menacent l'équilibre des parcs américains. Les marécages des Everglades subissent les effets de l'agriculture moderne : l'irrigation assèche les marais, les engrais polluent les eaux. Le Yosemite est visité par des milliers de touristes et les eaux des rivières sont pompées pour les besoins de l'agglomération de San Francisco.
Le grand nombre de visiteurs dans certains parcs pose des problèmes certains. Dans certaines zones, les animaux sauvages ont pris goût à se nourrir des déchets, voire des repas, des humains. Cela pose de réels problèmes de sécurité dans plusieurs parcs s'agissant des ours. Il est notamment interdit de nourrir les animaux, mais aussi de laisser de la nourriture ou des déchets de nourriture sous une tente, ou dans l'habitacle d'une automobile, les ours pouvant chercher à avoir accès à la nourriture par effraction. Les déchets doivent être laissés dans des poubelles métalliques spéciales résistantes aux ours.
Un autre problème est celui du financement des parcs.
Il a été récemment signalé par ailleurs (eSkeptic 01/2007, PEER 28/12/2006) que le gouvernement avait ordonné aux employés des parcs de ne plus mentionner les âges des couches géologiques, afin de ne pas choquer les fondamentalistes religieux. Ceci, avec la présence de livres faisant l'apologie du créationnisme contre l'avis des directions des parcs, pose un grave problème de retour de l'obscurantisme dans des endroits normalement consacrés à l'éducation.[réf. souhaitée]